# اکبرآباد (تویسرکان)
اکبرآباد (تویسرکان)، متعلق به کوردهای قلخانی، روستایی از توابع بخش قلقل‌رود شهرستان تویسرکان در استان همدان ایران است. مردم این روستا به زبان کوردی پهلوی قلخانی صحبت می کنند. این روستا، به لحاظ قدمت سکونت بومی های اولیه یعنی ایل قلخانی و پیشینه تاریخی از همه روستاهای شهرستان تویسرکان قدیمی تر است. سنگ قبر به قدمت سال ۳۲۰ سیصد و بیست هجری قمری به نام جعفر خان قلخانی و به نام ایل کورد قلخانی موید این ادعا است.

## جمعیت
این روستا در دهستان قلقل‌رود قرار دارد و براساس سرشماری مرکز آمار ایران در سال ۱۳۹۵، جمعیت آن ۸۳ نفر (۲۶ خانوار) بوده‌است.